# Apeltosperchon zelandicus
Apeltosperchon zelandicus är en spindeldjursart som beskrevs av Cook 1983. Apeltosperchon zelandicus ingår i släktet Apeltosperchon och familjen Sperchontidae. Inga underarter finns listade i Catalogue of Life.